# Catedral de San Kilian (Wurzburgo)
La Catedral de San Kilian (en alemán: St.-Kilians-Dom zu Würzburg) es una catedral católica en Wurzburgo, Baviera, al sur de Alemania, dedicada a San Kilian. Es la sede del obispo de Wurzburgo. Con una longitud total de 105 metros, es el cuarto edificio románico más grande de la iglesia en Alemania, y una obra maestra de la arquitectura alemana de la época de la Dinastía salia o Francona. Pertenece a la diócesis de Wurzburgo.
La actual catedral, construida a partir de 1040 por el obispo Bruno de Wurzburgo, se le reconoce como una gran basílica románica en Alemania. Es la tercera iglesia en el sitio: las dos anteriores, construidas alrededor de 787 y 855, fueron destruidas, en diferentes momentos y severamente dañadas por el fuego. Después de la muerte accidental de Bruno en 1045, su sucesor Adalbero terminó el edificio en 1075.